# 窄翼黄耆
窄翼黄耆（学名：Astragalus degensis）为豆科黄芪属的植物，为中国的特有植物。分布在中国大陆的西藏、四川等地，生长于海拔3,700米至4,200米的地区，一般生于高山栎林、冷杉林下及草坡中，目前尚未由人工引种栽培。

## 异名
- Astragalus degensis Ulbr. var. rockianus Peter-Stib.